# Cuveglio
Cuveglio (Cüvéj in dialetto varesotto; anticamente anche Chej in dialetto locale) è un comune italiano di 3 350 abitanti della provincia di Varese in Lombardia. È il principale comune della Valcuvia, situato lungo la strada statale 394 del Verbano Orientale, che collega Varese col confine di Stato di Zenna.

## Storia

### Simboli
Lo stemma e il gonfalone sono stati concessi con decreto del presidente della Repubblica del 27 marzo 1973.
Il gonfalone è un drappo partito di rosso e di verde.

## Società

### Evoluzione demografica
- 110 nel 1730
- 259 nel 1751
- 644 nel 1805
- annessione a Vergobbio e poi a Cuvio in età napoleonica
- 567 nel 1853
- annessione di Cuveglio in Valle a Cuvio in età fascista

Abitanti censiti

### Religione
La maggioranza della popolazione locale professa la religione cristiana cattolica; la frazione di Canonica, con la sua chiesa di San Lorenzo Martire, è sede vicariale della diocesi di Como, esercitando la propria giurisdizione su 16 parrocchie limitrofe.
L'altra confessione cristiana presente è quella Evangelica, organizzata nella comunità Betania.

## Infrastrutture e trasporti
Posta lungo la strada statale 394 del Verbano Orientale, fra il 1914 e il 1949 Cuveglio era servita da una stazione della tranvia della Valcuvia, che transitava lungo tale arteria stradale.

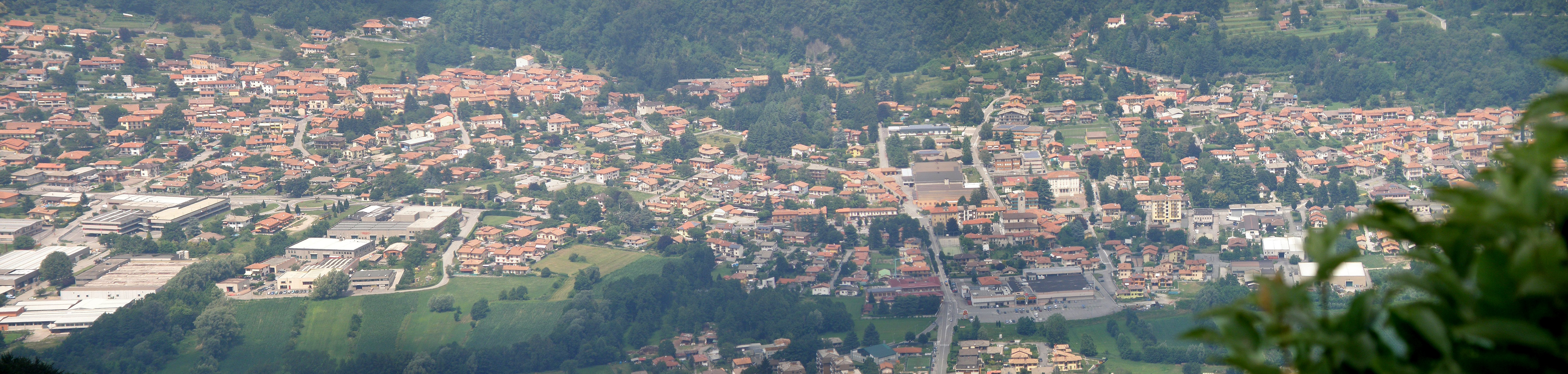
Panorama di Cuveglio dal Campo dei Fiori